# (24668) 1988 TV
(24668) 1988 TV est un astéroïde de la ceinture principale d'astéroïdes découvert en 1988.

## Description
(24668) 1988 TV a été découvert le 13 octobre 1988 à Kushiro (Japon) par Seiji Ueda et Hiroshi Kaneda.

### Caractéristiques orbitales
L'orbite de cet astéroïde est caractérisée par un demi-grand axe de 2,32 UA, un périhélie de 1,92 UA, une excentricité de 0,17 et une inclinaison de 5,52° par rapport à l'écliptique. Du fait de ces caractéristiques, à savoir un demi-grand axe compris entre 2 et 3,2 UA et un périhélie supérieur à 1,666 UA, il est classé, selon la JPL Small-Body Database, comme objet de la ceinture principale d'astéroïdes.

### Caractéristiques physiques
(24668) 1988 TV a une magnitude absolue (H) de 14,8 et un albédo estimé à 0,417.